# 巴比亚科沃农村居民点
巴比亚科沃农村居民点（俄语：Бабяковское сельское поселение）是俄罗斯联邦沃罗涅日州新乌斯曼区所属的一个农村居民点。其下辖有3个居民点，行政中心为巴比亚科沃。据2016年统计，该农村居民点的人口为4625人。